# محمد صفدی
محمد صفدی (عربی: محمد أحمد الصفدي؛ زادهٔ ۲۸ مارس ۱۹۴۴) از اهالی کسب‌وکار و سیاستمداران سنی لبنان است، او در دولت‌های قبلی لبنان، سمت‌های وزیر اقتصاد و وزیر دارایی و تجارت را برعهده داشته‌است. او نماینده پارلمان لبنان است.